# Bad Luck Streak in Dancing School
| Recensione              | Giudizio    |
| ----------------------- | ----------- |
| AllMusic                | [ 1 ]       |
| Robert Christgau        | B-          |
| Sputnikmusic            | 3.3 (Great) |
| Piero Scaruffi          | [ 4 ]       |
| Dizionario del Pop-Rock | [ 5 ]       |
| 24.000 dischi           | [ 6 ]       |

Bad Luck Streak in Dancing School è il quarto album discografico di Warren Zevon, pubblicato dalla casa discografica Asylum Records nel febbraio del 1980.
L'album raggiunse la ventesima posizione nella classifica statunitense di Billboard 200, mentre il brano contenuto nell'album A Certain Girl, uscito come singolo, arrivò al cinquantasettesimo posto della chart Billboard Hot 100.

## Tracce
Lato A
1. Bad Luck Streak in Dancing School – 2:58 (Warren Zevon)
2. A Certain Girl – 3:05 (Naomi Neville)
3. Jungle Work – 3:52 (Warren Zevon, Jorge Calderón)
4. Empty-Handed Heart – 3:10 (Warren Zevon)
5. Interlude No. 1 – 0:25 (Warren Zevon)
6. Play It All Night Long – 2:50 (Warren Zevon)

Lato B
1. Jeannie Needs a Shooter – 3:52 (Warren Zevon, Bruce Springsteen)
2. Interlude No. 2 – 1:07 (Warren Zevon)
3. Bill Lee – 1:35 (Warren Zevon)
4. Gorilla, You're a Desperado – 2:44 (Warren Zevon)
5. Bed of Coals – 5:01 (Warren Zevon, T-Bone Burnett)
6. Wild Age – 4:18 (Warren Zevon)

## Musicisti
Bad Luck Streak in Dancing School
- Warren Zevon - voce, chitarre, strumenti ad arco
- David Lindley - chitarra lap steel
- Leland Sklar - basso
- Rick Marotta - batteria
- Sid Sharp - concertmaster

A Certain Girl
- Warren Zevon - voce solista
- Waddy Wachtel - chitarra solista
- Don Felder - chitarra
- Jorge Calderón - chitarra
- Leland Sklar - basso
- Rick Marotta - batteria, accompagnamento vocale
- Jackson Browne - accompagnamento vocale

Jungle Work
- Warren Zevon - voce solista, chitarra, sintetizzatore archi, accompagnamento vocale
- Joe Walsh - chitarra solista
- Leland Sklar - basso
- Rick Marotta - batteria, syndrums, accompagnamento vocale
- Jorge Calderón - accompagnamento vocale

Empty-Handed Heart
- Warren Zevon - voce solista, pianoforte, strumenti ad arco
- Waddy Wachtel - chitarra
- Leland Sklar - basso
- Rick Marotta - batteria
- Sid Sharp - concertmaster
- Linda Ronstadt - discanto

Interlude No. 1
- Warren Zevon - strumenti ad arco
- Sid Sharp - concertmaster

Play It All Night Long
- Warren Zevon - voce solista, sintetizzatore archi
- David Lindley - chitarra, chitarra lap steel
- Leland Sklar - basso
- Rick Marotta - batteria
- Jackson Browne - armonie vocali

Jeannie Needs a Shooter
- Warren Zevon - voce solista, chitarra, sintetizzatore archi
- Joe Walsh - chitarra (solo)
- Leland Sklar - basso
- Rick Marotta - batteria, tubular bells
- Sid Sharp - concertmaster

Interlude No. 2
- Warren Zevon - strumenti ad arco
- Sid Sharp - concertmaster

Bill Lee
- Warren Zevon - pianoforte, armonica
- Glenn Frey - armonie vocali

Gorilla, You're a Desperado
- Warren Zevon - voce solista, sintetizzatore archi
- Jackson Browne - chitarra slide, chitarra, armonie vocali
- Leland Sklar - basso
- Rick Marotta - batteria, percussioni
- J.D. Souther - armonie vocali
- Don Henley - armonie vocali

Bed of Coals
- Warren Zevon - voce solista, pianoforte, organo
- Ben Keith - chitarra pedal steel
- Leland Sklar - basso
- Rick Marotta - batteria
- Linda Ronstadt - armonie vocali
- J.D. Souther - armonie vocali

Wild Age
- Warren Zevon - voce solista, pianoforte
- David Lindley - chitarra
- Leland Sklar - basso
- Rick Marotta - batteria
- Glenn Frey - armonie vocali
- Don Henley - armonie vocali

Note aggiuntive
- Warren Zevon e Greg Ladanyi - produttori
- Registrazioni effettuate al The Sound Factory di Los Angeles, California
- Greg Ladanyi e Jim Nipar - ingegneri delle registrazioni
- Ernie Sheesley, Niko Bolas e Serge Reyes - assistenti ingegneri delle registrazioni
- Mastering di Bernie Grundman al A&M Studios di Los Angeles, California
- Mixato al The Sound Factory ed al Record One di Los Angeles, California
- Ringraziamento speciale a Curt Konapel per l'Apex system
- Jimmy Wachtel - copertina album (per la Dawn Patrol), fotografie
- Michael Curtis - fotografie
- George Gruel - fotografie interne copertina album (eccetto dove indicato)[11]